# Allium dolichovaginatum
Allium dolichovaginatum là một loài thực vật có hoa trong họ Amaryllidaceae. Loài này được R.M.Fritsch mô tả khoa học đầu tiên năm 2008.